# Uusitaloia
Uusitaloia Marusik, Koponen & Danilov, 2001 è un genere di ragni appartenente alla famiglia Linyphiidae.

## Distribuzione
Le due specie oggi attribuite a questo genere sono state reperite nella Russia asiatica.

## Tassonomia
A giugno 2012, si compone di due specie:
- Uusitaloia transbaicalica Marusik, Koponen & Danilov, 2001[3] — Russia
- Uusitaloia wrangeliana Marusik & Koponen, 2009 — Russia